# Crambus tessellatus
Crambus tessellatus là một loài bướm đêm trong họ Crambidae.